# Chiara (Vorname)
Chiara ist ein weiblicher Vorname.

## Herkunft und Bedeutung
Chiara ist die italienische Form des Vornamens Klara. Er leitet sich vom lateinischen clarus „hell, leuchtend, schön, klar“ her.
Der irische Vorname Ciara mit ähnlicher Aussprache ist nicht mit Chiara verwandt.

## Namensträgerinnen
- Chiara Aurelia (* 2002), US-amerikanische Schauspielerin
- Chiara Badano (1971–1990), Selige der Römisch-katholischen Kirche
- Chiara Banchini (* 1946), Schweizer Violinistin und Dirigentin
- Chiara Cainero (* 1978), italienische Sportschützin
- Chiara Caselli (* 1967), italienische Schauspielerin
- Chiara Chiti (* 1987), italienische Schauspielerin
- Chiara Costazza (* 1984), italienische Skirennläuferin
- Chiara Margarita Cozzolani (1602–1676/78), italienische Sängerin und Komponistin
- Chiara Fuhrmann (* 1995), deutsche Musicaldarstellerin
- Chiara Fumai (1978–2017), italienische Performancekünstlerin
- Chiara Galiazzo (* 1986), italienische Popsängerin
- Chiara von Galli (* 1994), deutsche Schauspielerin
- Chiara Hoenhorst (* 1997), deutsche Volleyballspielerin
- Chiara Kerper (* 1998), österreichische Musikerin
- Chiara Kirstein (* 1993), deutsche Fußballspielerin
- Chiara Kreuzer (* 1997), österreichische Skispringerin
- Chiara Lubich (1920–2008), Gründerin der ökumenischen Fokolar-Bewegung
- Chiara Mair (* 1996), österreichische Skirennläuferin
- Chiara Mastalli (* 1984), italienische Schauspielerin
- Chiara Mastroianni (* 1972), französische Schauspielerin
- Chiara Ohoven (* 1985), deutsche Prominenten-Tochter
- Chiara Pierobon (1993–2015), italienische Radsportlerin
- Chiara Pogneaux (* 2002), französische Skirennläuferin
- Chiara Raso (* 1981), italienische Skibergsteigerin
- Chiara Rosa (* 1983), italienische Leichtathletin
- Chiara Schoras (* 1975), deutsche Schauspielerin
- Chiara Simionato (* 1974), italienische Eisschnellläuferin
- Chiara Simoneschi-Cortesi (* 1946), Schweizer Politikerin (CVP)
- Chiara Siracusa (* 1976), maltesische Sängerin
- Chiara Strazzulla (* 1990), italienische Schriftstellerin
- Chiara Tews (* 2002), deutsche Schauspielerin und Tänzerin